# Taquaraçu de Minas
Taquaraçu de Minas este un oraș în Minas Gerais (MG), Brazilia.